# متغذي بالإلكترونات

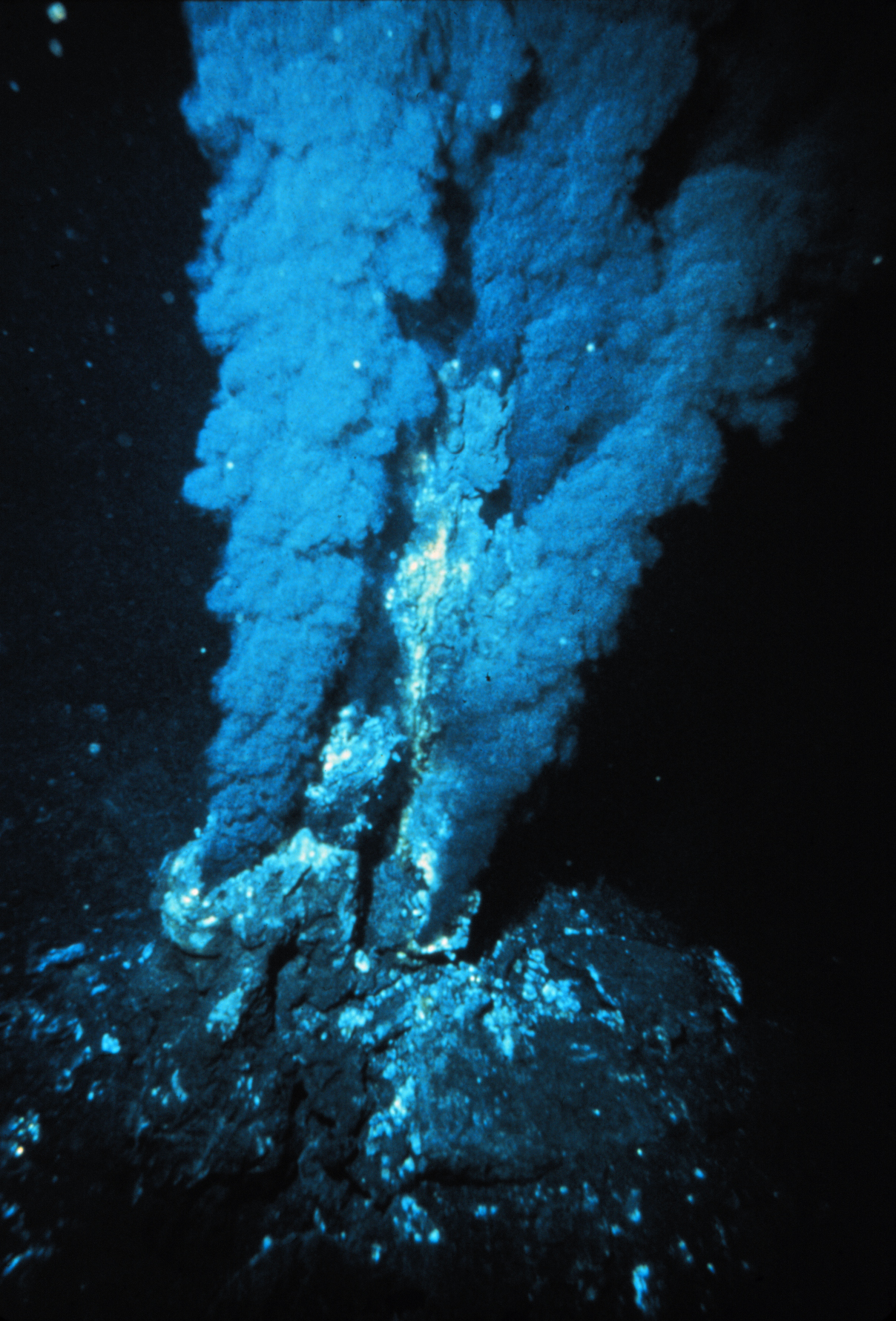

إن الكائنات المتغذية بالإلكترونات هي ميكروبات يمكن أن تتلقى الإلكترونات الضرورية لنموها من أحد أطراف القطب الكهربائي (مولد كهربائي).
وقد تبين أن بكتريا الأسيدثيوبكيلس فيروكسيدانس تحمل سلوكيات الكائنات الحية المتغذية على الكهرباء.